# Baronetto
Baronetto (in inglese Baronet, abbreviazione Bt.) è un titolo assegnato dalla Corona britannica.
La sua dignità è il baronettato e il titolo femminile di baronetta (in inglese baronetess) è conferito suo jure e non in quanto moglie del titolare.
La pratica di assegnare questo titolo fu originariamente introdotta nel Regno d'Inghilterra nel XIV secolo.
Giacomo I ne ripristinò l'uso nel 1611 per raccogliere fondi senza aumentare le tasse.
Il baronettato è l'unica onorificenza ereditaria senza dignità di pari, quindi non fa parte del Peerage (cioè i Lord), a eccezione dei cavalieri neri, bianchi e verdi dell'Irlanda del Nord.
Di questi ultimi sono oggi attivi solo i cavalieri verdi.
A seconda del sesso, il titolare di baronettato è indicato come "Sir" o "Dame" con precedenza di rango su qualsiasi altro ordine tranne la Giarrettiera, il Cardo e il quiescente San Patrizio.
I baronetti sono convenzionalmente considerati come appartenenti alla nobiltà minore (gentry) benché al riguardo William Thoms affermasse che «…la precisa qualità di questa dignità non è ancora del tutto determinata, alcuni la ritengono superiore ai nobili minori, mentre altri, ancora una volta, classificano i baronetti come la più bassa delle nobiltà maggiori, perché il loro onore, come quello dei nobili superiori, è ereditario e creato con lettere patenti…».
Il confronto con titoli e gradi del continente è debole a causa del sistema britannico di primogenitura e perché la pretesa al titolo deve essere dimostrata; attualmente il baronettato è supervisionato dal Ministero della giustizia. In pratica, ciò significa che i pari e i baronetti del Regno Unito costituiscono circa 1200 famiglie (alcuni pari sono anche baronetti), che sono all'incirca meno dello 0,01% delle famiglie del paese.
Il titolo di baronetto non ha immediati corrispettivi europei, sebbene i cavalieri ereditari, come i ritter tedeschi ed austriaci e gli erfridder, possano essere considerati simili ad esso.

## Storia del termine
Il termine baronetto ha origini medievali. Sir Thomas de La More descrivendo la battaglia di Boroughbridge del 1322 menzionò la partecipazione di baronetti, insieme a baroni e cavalieri. È noto che nel 1238 re Edoardo III creò otto baronetti.
I titoli odierni risalgono a partire dal 1611 quando Giacomo I concesse le lettere patenti di concessione a 200 gentiluomini con un reddito di almeno £ 1000 all'anno; in cambio dell'onorificenza, ognuno doveva pagare il mantenimento di trenta soldati per tre anni per un importo di £ 1095, a quei tempi una somma molto grande. Nel 1619 Giacomo I istituì il baronettato d'Irlanda; Carlo I nel 1625 creò i baronettati di Scozia e di Nuova Scozia. I nuovi baronetti dovevano pagare 2000 sterline o sostenere sei coloni per due anni. Oltre un centinaio di questi baronettati, oggi conosciuti come baronettati di Scozia, sopravvivono ancora oggi.
In seguito all'Unione del Regno d'Inghilterra e del Regno di Scozia nel 1707, tutti i baronetti furono creati nel baronettato di Gran Bretagna. In seguito all'Unione del Regno di Gran Bretagna e del Regno d'Irlanda nel 1801, tutti i baronetti furono creati nel baronettato del Regno Unito.
In base al provvedimento giurisdizionale del 1612 e del 1613 ai baronetti furono accordati alcuni privilegi. In primo luogo, nessun figlio minore di un pari avrebbe potuto essere creato baronetto. In secondo luogo, fu stabilito il diritto di cavalierato per i figli maggiori dei baronetti. Questo fu successivamente revocato da Giorgio IV nel 1827. In terzo luogo, i baronetti furono autorizzati a porre lo stemma dell'Irlanda del Nord sui loro stemmi. Questi privilegi furono estesi quando ai baronetti di Scozia fu concesso di rappresentare lo stemma della Nuova Scozia come punto d'onore. Il primo si applica fino ad oggi per tutti i baronetti della Gran Bretagna e del Regno Unito creati successivamente.
Il titolo di baronetto fu inizialmente conferito ai nobili che persero il diritto di singole convocazioni al Parlamento e fu usato in questo senso in uno statuto di Riccardo II. Un titolo simile di rango inferiore era quello di knight banneret.

## Convenzioni
Come i cavalieri, ai baronetti è riconosciuto l'appellativo di "Sir". Le baronette suo jure utilizzano l'appellativo di "dame" mentre le mogli dei baronetti utilizzano l'appellativo di "lady" seguita solo dal cognome del marito, segno di cortesia di lunga data. La moglie di un baronetto non è una baronetta; solo le donne in possesso di questo titolo suo jure vengono così titolate.
A differenza del titolo di cavaliere - che è concesso a una singola persona - quello di baronetto è un titolo ereditario. Il figlio maggiore di un baronetto che è nato nel matrimonio succede nel titolo alla morte di suo padre ma viene riconosciuto ufficialmente solo quando il suo nome viene inserito nell'Official Roll. Con alcune eccezioni concesse tramite lettere patenti, il titolo di baronetto si trasmette in linea maschile.
Un elenco completo dei baronetti esistenti compare in Burke's Peerage and Baronetage che ha anche pubblicato l'elenco dei titoli estinti.
Un baronetto non è un pari e così i baronetti come i cavalieri e i membri minori di una famiglia aristocratica sono commoner e non pari. Nel Regno Unito infatti tutte le persone salvo il sovrano e i pari sono considerati commoner. Secondo il Ministero dell'interno vi è un beneficio tangibile per l'onore di baronetto: secondo la legge, un baronetto ha il diritto di avere "un drappo funebre sostenuto da due uomini, un uomo in lutto principale e a altri quattro" che assistano al suo funerale. Inizialmente i baronetti avevano anche altri diritti, incluso il diritto di far cavalcare il figlio maggiore al suo 21º compleanno. Tuttavia, all'inizio del regno di Giorgio IV, questi diritti furono erosi dagli order-in-council sulla base del fatto che i sovrani non dovevano necessariamente essere vincolati da atti dei loro predecessori. Sebbene non sia mai stata autorizzata la presenza di tenenti negli stemmi, nella prima metà del XIX secolo fu stabilito che i baronetti insigniti del cavalierato di gran croce di un ordine cavalleresco avrebbero potuto porli nel loro stemma e che tale diritto sarebbe spettato anche ai loro successori.
I baronetti della Scozia o della Nuova Scozia furono autorizzati a porre nei loro stemmi quello della Nuova Scozia e fu loro accordato il privilegio di indossare un distintivo al collo che significa "della Nuova Scozia", sospeso da un nastro color bruno fulvo. Si trattava di uno stemma con scudo con argento e decusse azzurra, con sopra una corona imperiale e circondato dal motto "Fax Mentis Honestae Gloria". Questo distintivo può essere attaccato a un nastro.
I baronetti d'Inghilterra e Irlanda chiesero a re Carlo I il permesso di indossare un distintivo. Sebbene nel XVII secolo fosse stato adottato un distintivo, solamente nel 1929 re Giorgio V concesse il permesso a tutti i baronetti (tranne a quelli di Scozia) di indossare distintivi.

### Indirizzi di cortesia per un baronetto e la consorte di un baronetto
Un baronetto viene chiamato e indirizzato come, ad esempio, "Sir [nome]". Lo stile corretto su una lettera per un baronetto che non ha altri titoli è "Sir [nome] [cognome], bt." o "Sir [nome] [cognome], bart". Una lettera a lui indirizzata dovrebbe iniziare con "Caro Sir [nome]".
La moglie di un baronetto viene indirizzata e denominata come "lady [cognome]". Una lettera a lei indirizzata dovrebbe iniziare con "Cara lady [cognome]". Il suo nome è usato solo quando necessario per distinguere tra due titolari dello stesso titolo. Ad esempio, se un baronetto è morto e il titolo è passato a suo figlio, la vedova (la madre del nuovo baronetto) rimarrà "lady Bloggs" se egli (il figlio) non è sposato. Se invece è sposato o si sposerà sarà sua moglie a diventare "lady Bloggs" mentre sua madre sarà conosciuta come "[Nome], lady [cognome]". In alternativa, alla madre ci si può riferire come "la vedova lady [cognome]". Anche una moglie precedente viene conosciuta come "[Nome], lady [cognome]" per distinguerla dall'attuale moglie del baronetto. Non sarebbe corretto indirizzarla come "lady [nome] [cognome]" in quanto ci si indirizza in questo modo alle figlie di duchi, marchesi e conti.
I figli di un baronetto non hanno diritto all'uso di titoli di cortesia.

### Baronette
Nella storia vi furono solo quattro baronette:
- Dame Daisy Dunbar, VIII baronetta di Hempriggs (1906–1997), cr. 1706;[8]
- Dame Mary Bolles, I baronetta (nata Witham) (1579–1662), l'unica donna nota a essere creata baronetta (della Nuova Scozia);[9]
- Dame Eleanor Dalyell, X baronetta (1895–1972) (cr. 1685), il cui titolo e la tenuta di The Binns passò a suo figlio, l'ex politico laburista Tam Dalyell (che scelse di non utilizzare il titolo);
- Dame Anne Maxwell Macdonald, XI baronetta (1906–2011), che nel 2005 fu riconosciuta come baronetta dalla Corte del Lord Lyon, il tribunale permanente che regola l'araldica in Scozia, ed è succeduta a suo padre nel 1956.[10]

Nel 1976 il lord Lyon, re d'arme James Monteith Grant dichiarò che, senza esaminare le lettere patenti di ogni baronetto scozzese, non era in grado di confermare che solo questi quattro titoli potevano essere trasmessi anche in linea femminile.
Nel 2020 non vi sono baronette viventi.
In una busta indirizzata a una baronetta si dovrebbe scrivere "Dame [nome] [cognome], btss". La lettera dovrebbe cominciare con la formula "Cara dame [nome]". Per riferirsi a lei si deve dire "dame [nome]" o "dame [nome] [cognome]" (mai "dame [cognome]").

### Denominazioni territoriali
Tutti i titoli di baronetto vengono creati con una designazione territoriale, tuttavia solo i titoli creati più recentemente richiedono designazioni territoriali per evitare confusione data da omonimia. Quindi, per esempio, ci sono baronetti Moore di Colchester, Moore di Hancox, Moore di Kyleburn e Moore di Moore Lodge.

### Forme di successione particolari
I titoli di baronetto di solito vengono ereditati dagli eredi maschi del corpo del beneficiario e raramente possono essere ereditati da donne o parenti collaterali. Queste eventualità devono essere indicate nelle lettere patenti di creazione:
- agli eredi maschi superstiti per sempre (Broun di Colstoun (1686), Hay di Alderston (1703), ecc.);
- ai figli delle figlie del beneficiario e agli eredi maschi dei loro corpi (Hicking, poi North, di Southwell (1920), ecc.);
- al figlio della figlia del beneficiario (Amcotts di Kettlethorp (1796), ecc.);
- al genero superstite del beneficiario (Middleton (in seguito Noel), di The Navy (1781), Rich di Londra (1676), ecc.);
- ai fratelli superstiti del beneficiario (Chapman del castello di Killua (1782), Pigot di Patshull (1764), White di Tuxford e Wallingwells (1802), ecc.);
- ai superstiti, in difetto alla prole maschile del beneficiario, ai fratelli del beneficiario e al cugino del padre del beneficiario e agli eredi maschi dei loro corpi (baronetto Robinson, di Rokeby Park (1730));
- in mancanza di figli maschi ai tailzie (amministratori) superstiti della tenuta del beneficiario (Dalyell baronzia di The Binns (1685));
- con la specifica esclusione del figlio maggiore del beneficiario (Stonhouse baronetcy di Radley (1628)).

## Distintivi araldici
I baronetti d'Inghilterra, Irlanda, Gran Bretagna o Regno Unito (vale a dire tutte tranne quelli della Nuova Scozia) possono utilizzare la mano rossa dell'Ulster (nella versione sinistra) come distintivo araldico, essendo lo stemma degli antichi re dell'Ulster. Il re Giacomo I d'Inghilterra istituì l'ordine ereditario dei baronetti in Inghilterra il 22 maggio 1611, utilizzando le parole di Collins Peerage (1741): "per la tutela e la protezione di tutto il Regno d'Irlanda, ma più in particolare per la difesa e la sicurezza della provincia dell'Ulster, e quindi per la loro distinzione quelli di questo ordine e i loro discendenti possono portare il distintivo (mano rossa dell'Ulster) nel cantone dei loro stemmi o in una scudo più piccolo alla loro elezione". Dal 1929 tali baronetti possono anche utilizzare la mano rossa dell'Ulster come distintivo, attaccato a un nastro.

### Stemma della Nuova Scozia
I baronetti della Nuova Scozia, a differenza degli altri, non utilizzano la mano rossa dell'Ulster ma lo stemma della Nuova Scozia. Da prima del 1929 tali baronetti usano esibire questo distintivo da solo sospeso dal nastro dell'ordine sotto lo stemma.

La mano rossa dell'Ulster viene utilizzata dai baronetti (con l'eccezione di quelli della Nuova Scozia) come distintivo araldico.
Lo stemma della Nuova Scozia viene utilizzato dai baronetti della Nuova Scozia come distintivo araldico.
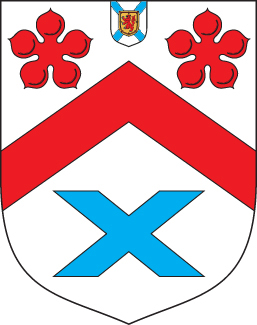
Lo stemma dei baronetti Agnew (1629) con il distintivo di baronetto della Nuova Scozia sul capo.
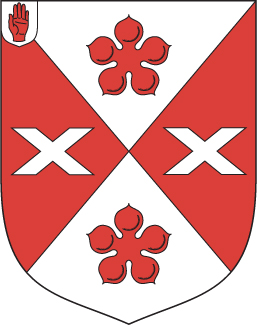
Lo stemma dei baronetti di Agnew (1895) con il distintivo di baronetto del Regno Unito (la mano rossa dell'Ulster) nel cantone

## Numero di baronettati
| Nazione       | Parie | Baronettati | Totali |
| ------------- | ----- | ----------- | ------ |
| Inghilterra   | 51    | 82          | 133    |
| Irlanda       | 23    | 34          | 57     |
| Nuova Scozia  | 30    | 73          | 103    |
| Gran Bretagna | 31    | 91          | 122    |
| Regno Unito   | 107   | 682         | 789    |
| Totale        | 242   | 962         | 1204   |

La prima pubblicazione in cui sono elencati tutti i baronettati mai creati fu l'Index of Baronetcy Creations fu pubblicata nel 1967 da C.J. Parry. In quest'opera e nelle edizioni successive sono indicati in ordine alfabetico anche le ultime cinque creazioni (Dodds di West Chillington, Redmayne di Rushcliffe , Pearson di Gressingham, Finlay di Epping e Thatcher di Scotney). Il numero totale di baronetti creati dal 1611 al 1964 era di 3482. Incluse anche i cinque titoli creati da Oliver Cromwell, molti dei quali vennero ricreati da Carlo II. Venticinque baronetti furono creati tra il 1688 e il 1784 da Giacomo II in esilio dopo la sua detronizzazione, da suo figlio Giacomo Francesco Edoardo Stuart ("Il vecchio pretendente") e suo da nipote Carlo Edoardo Stuart ("Bonny Prince Charlie"). Questi "baronettati giacobiti" non furono mai accettate dalla Corona inglese, sono tutti estinti e dovrebbero essere correttamente escluse dal computo totale, facendo scendere il numero effettivo di creazioni a 3457. Un attento esame della pubblicazione di Parry mostra che erroneamente non ne ha inclusi uno o due; quindi potrebbero essercene degli altri dei quali si è persa memoria.
A partire dal 2000, includendo i baronettati in cui la successione era inattiva o non provata, c'erano un totale di 1314 titoli divisi in cinque classi di creazione incluse nell'Official Roll of the Baronetage - 146 d'Inghilterra, 63 d'Irlanda, 119 di Scozia, 133 di Gran Bretagna e 853 del Regno Unito.
Il numero totale di baronettati oggi è di circa 1204, sebbene solo circa 1020 siano presenti sull'Official Roll of the Baronetage. Non è noto se altri titoli siano esistenti e può darsi che nessuno possa dimostrare di essere l'erede vero e proprio. Oltre 200 titoli di baronetto sono detenuti da pari; altri, come la linea Knox, sono stati indeboliti da controversie interne sulla famiglia.

### Declino del baronettato dal 1965
Al 1º gennaio 1965 esistevano 1490 baronettati. Da allora al 2017 il numero si è ridotto di 286 unità a causa dell'estinzione o della quiescenza di alcuni titoli: un calo lordo del 19,2%. I titoli erano circa 1236 nel 2015 e 1204 nel 2017.
Dal 1965 fu creato un solo titolo di baronetto. Esso fu assegnato il 7 dicembre 1990 a Sir Denis Thatcher, marito dell'ex Primo ministro Margaret Thatcher (in seguito baronessa Thatcher). Il loro figlio maggiore, Sir Mark Thatcher, alla morte di suo padre nel 2003 gli succedette nel titolo.
Sempre dal 1965 furono rianimati sette titoli di baronetto fino a quel momento quiescenti: Innes di Coxton (1686), Nicolson di quell'Ilk e di Lasswade (1629), Hope di Kirkliston (1698), St John (in seguito St John-Mildmay) di Farley (1772), Maxwell-Macdonald di Pollok (1682), Inglis di Cramond, Edimburgo (1687) e Von Friesendorff di Hirdech, Svezia (1661).

## Primi baronetti

### Inghilterra
Il primo baronetto d'Inghilterra è il titolo non ufficiale concesso all'attuale detentore del più antico baronettato esistente nel regno. Il primo baronetto è considerato il membro più anziano di questo corpo e si colloca al di sopra di altri baronetti (a meno che non detengano un titolo di pari) nell'ordine di precedenza del Regno Unito. Sir Nicholas Bacon, XIV baronetto, è l'attuale primo baronetto; il titolo fu concesso alla sua famiglia da re Giacomo I nel 1611.

### Scozia
Gli iniziali primi baronetti di Nuova Scozia e Scozia furono i baronetti Gordon di Gordonstoun e Letterfourie fino all'estinzione del titolo nel 1908. I successivi primi baronetti furono gli Innes di quell'Ilk (creati il 28 maggio 1625) l'attuale primo baronetto è Charles Innes-Ker, XI duca di Roxburghe.

### Irlanda
Il primo baronetto d'Irlanda fu Sir Dominic Sarsfield che venne creato nel 1619. Il titolo fu detenuto dai suoi successori fino al 1601, quando il titolo passò a Dominick Sarsfield, IV visconte Sarsfield. Dopo che quest'ultimo fu privato dei suoi titoli ed esiliato per la sua partecipazione alla guerra guglielmita contro la Corona, il titolo di primo baronetto passò Sir Francis Annesley, dei baronetti di Annesley. Attualmente il titolo di primo baronetto spetta a Francis William Dighton Annesley, XVI visconte Valentia.

## Baronetto Sambrooke
Il titolo di baronetto Vanacker, in seguito titolo di baronetto Sambrooke, di Londra, era un titolo di baronetto dell'Inghilterra. Venne creato il 31 gennaio 1701 per il mercante turco Nicholas Vanacker, fallendo miseramente dopo soli 10 anni alla morte del secondo Baronetto nel 1711. Il titolo fu quindi ereditato da Sir Samuel Sambrooke, di un'altra famiglia, III Baronetto, che sedette al Parlamento per Bramber e Great Bedwyn. Il quarto Baronetto fu un membro del Parlamento per Bedford. Il titolo si estinse alla morte del quinto Baronetto nel 1754.

Stemma dei Vanacker, poi baronetti Sambrooke, di Londra.

### Vanacker, poi baronetti Sambrooke, di Londra (1701-1754)
- Sir Nicholas Vanacker, I baronetto (1651–1702 circa)
- Sir John Vanacker, II Baronetto (morto nel 1711)
- Sir Samuel Vanacker Sambrooke, III Baronetto (1677–1714 circa)
- Sir Jeremy Vanacker Sambrooke, VI Baronetto (1703–1740 circa)
- Sir Jeremy Sambrooke, 5° Baronetto